# Cristal de Wigner
 (janvier 2017).
Un cristal de Wigner est constitué d'un ensemble d'électrons, localisés sur une surface, selon une structure géométrique cristalline.
Cette structure a été prédite par Eugene Wigner en 1934.
Qualitativement, l'origine de cette structure peut se comprendre de la manière suivante. L'énergie potentielle de répulsion coulombienne entre les électrons varie de façon inversement
proportionnelle à la distance moyenne entre les électrons. Par conséquent, en présence d'une densité uniforme de charges positives, qui neutralise la charge totale des électrons, la configuration la plus avantageuse du point de vue de l'énergie potentielle est celle qui maximise la distance moyenne entre les électrons pour une densité donnée. En deux dimensions, un arrangement cristallin permet de satisfaire à cette contrainte. Il existe cependant un effet antagoniste qui vient de la physique quantique. En effet, si les électrons sont confinés dans une cellule de taille égale au pas d'un réseau cristallin {\displaystyle a}, la longueur d'onde de de Broglie {\displaystyle \lambda } de ces électrons sera de l'ordre de grandeur du pas de ce réseau. Il en résulte que les électrons auront une énergie cinétique moyenne :
{\displaystyle {\frac {1}{2m}}\left({\frac {h}{\lambda }}\right)^{2}\sim {\frac {h^{2}}{2ma^{2}}}}
qui sera d'autant plus grande que la distance moyenne entre électrons sera petite. 
Pour obtenir un cristal de Wigner, il est nécessaire que l'énergie potentielle soit très grande devant l'énergie cinétique résultant de la localisation des électrons. On doit donc avoir :
{\displaystyle {\frac {e^{2}}{4\pi \epsilon _{0}a}}\gg {\frac {h^{2}}{2ma^{2}}}}
Il résulte de cette inégalité que le cristal de Wigner n'est stable que lorsque la distance moyenne entre électrons devient suffisamment grande comparée au rayon de Bohr. 
Des simulations Monte-Carlo quantique ont permis dans les années 1980 d'estimer la distance minimale entre électrons nécessaire pour obtenir le cristal de Wigner. 
Expérimentalement, le cristal de Wigner a pu être observé dans des hétérojonctions GaAs/GaAlAs sous champ magnétique.
En 2021, un cristal de Wigner a été obtenu sans l'aide d'un champ magnétique. L'équipe d'Ataç Imamoğlu a obtenu un cristal plan à structure triangulaire à partir d'une couche monoatomique de diséléniure de molybdène (MoSe2) en lui appliquant une tension électrique appropriée,.
En 2024, un cristal de Wigner a pu être observé en direct à l'aide d'un microscope à effet tunnel par une équipe de physicien de l'université de Priceton.

### Publications scientifiques
- [Wigner 1934] Eugene Paul Wigner, « On the Interaction of Electrons in Metals », Physical Review, vol. 46,‎ 1er décembre 1934, p. 1002 (DOI 10.1103/PhysRev.46.1002)
- [Wigner 1938] Eugene Paul Wigner, « Effects of the electron interaction on the energy levels of electrons in metals », Transactions of the Faraday Society (en), vol. 34,‎ 1938, p. 678 (DOI 10.1039/TF9383400678)
- [Ceperley 1978] D. Ceperley, « Ground state of the fermion one-component plasma: A Monte Carlo study in two and three dimensions », Physical Review B, vol. 18,‎ 1er octobre 1978, p. 3126 (DOI 10.1103/PhysRevB.18.3126)Simulations Monte-Carlo.

- [Andrei et al. 1988] E. Y. Andrei et al., « Observation of a Magnetically Induced Wigner Solid », Physical Review Letters, vol. 60,‎ 27 juin 1988, p. 2765 (DOI 10.1103/PhysRevLett.60.2765)
- [Goldman et al. 1990] V. J. Goldman et al., « Evidence for two-dimentional quantum Wigner crystal », Physical Review Letters, vol. 65,‎ 22 octobre 1990, p. 2189 (DOI 10.1103/PhysRevLett.65.2189)
- [Williams et al. 1991] F. I. B. Williams et al., « Conduction threshold and pinning frequency of magnetically induced Wigner solid », Physical Review Letters, vol. 66,‎ 24 juin 1991, p. 3285 (DOI 10.1103/PhysRevLett.66.3285)Observation du cristal de Wigner.

### Articles de vulgarisation
- [Sacco 2016] Laurent Sacco, « Le cristal d'électrons de Wigner existe bel et bien », Futura-sciences,‎ 30 décembre 2016 (lire en ligne)